# Dodi Apeldoorn

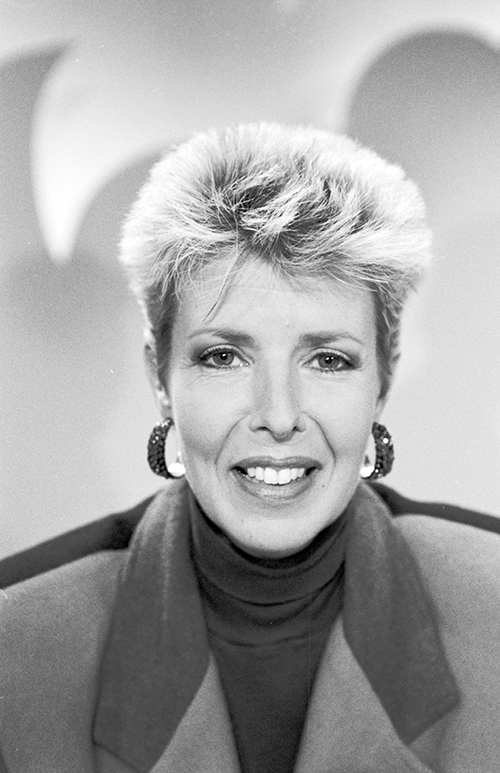
Dodi Apeldoorn in 1991

Dodi Apeldoorn (Den Helder, 15 juli 1950) is een Nederlandse schrijfster en voormalig presentatrice en omroepster.
Apeldoorn begon haar televisiecarrière bij de RVU als omroepster en presenteerde later voor de NCRV de quiz Einstein en het woordspelprogramma Boggle, nadat Frank Kramer daarmee ophield. Dit bleef ze doen tot het programma in 1992 overging naar de AVRO, waar Hans Schiffers het ging presenteren.
Dodi Apeldoorn had een alledaags imago en is waarschijnlijk daarom een aantal keer geparodieerd, onder andere door Paul de Leeuw die ooit in zijn show De Schreeuw van de Leeuw het typetje Kiwi Apeldoorn liet verschijnen, de zogenaamde zus van Dodi Apeldoorn. Verder werd ze geparodieerd als papieren pop in het satirisch programma Kreatief met Kurk van Arjan Ederveen en Tosca Niterink.
Na haar jaren bij de televisie legde ze zich op het schrijven toe. Van haar hand zijn de boeken:
- Poeslief spreekt een kater (1991)
- Eenoog (1992)
- Weet wie je eet (1994)
- Test jezelf, hoe lig ik in de markt? (1995)

De eerste twee boeken gaan over katten. Anno 2008 was ze voorzitster van de Dierenbescherming in Heerenveen. In december 2006 haalde ze het lokale nieuws toen ze in actie kwam tegen een levende kerststal, die niet goed genoeg rekening zou houden met het belang van de daarvoor gebruikte dieren.
- International Standard Name Identifier: 0000 0003 6913 4018
- Nederlandse Thesaurus van Auteursnamen: 07042666X
- Virtual International Authority File: 286721268
- WorldCat: E39PBJwd8WdKm4T63xDyyJMF8C